# 10. večiti derbi u fudbalu
10. večiti derbi је fudbalska utakmica odigrana na stadionu Centralnog Doma Jugoslovenske Armije u Beogradu 4. novembrа 1951. godine, između Crvene zvezde i Partizana. Ova utakmica je odigrana u okviru Prve savezne lige u sezoni 1951.
Te 1951, kada se prvenstveno igralo tokom cele kalendarske godine, tim koji je predvodio Rajko Mitić, prva Zvezdina zvezda, odlično je startovao s tri pobede, uz gol razliku 13:0. Kola su potom krenula nizbrdo nakon poraza od Mačve u Beogradu 2:1, pa je prolećni deo prvenstva Zvezda završila tek na četvrtom mestu sa 14 bodova, iza Dinama (20), Hajduka (17) i Partizana (16).
Nekoliko kola pre kraja prvenstva, Dinamo je imao, činilo se, pet nedostižnih bodova prednosti. Onda se u pretposlednjem kolu, u Zagrebu, desila prava drama. Zvezda je povela golom Koste Tomaševića u 5. minutu, da bi Dinamo izjednačio pogotkom Franje Velflija iz penala u 25. Domaćin je žestoko napadao, naš tim se dobro branio, a u finišu susreta posle kontranapada koji su predvodili Đajić i Mitić, lopta je došla do Tomaševića, koji se vešto oslobodio čuvara i pogodio cilj pored očajnog golmana Stinčića. Taj ključni momenat na velikom derbiju se dogodio u 82. minutu. Ali, Dinamo je pre poslednjeg kola imao i dalje prednost od jednog boda, velikog kao kuća.
U poslednjem kolu, najdramatičnijem u dotadašnjoj istoriji jugoslovenskog fudbala, Dinamo je na vrućem gostovanju u Beogradu igrao samo nerešeno protiv BSK-a (2:2). Zvezdi je u „večitom derbiju“ protiv Partizana, u borbi za prvu titulu, bila potrebna pobeda od 2:0 ili 5:1. Fudbaleri Partizana su igrali tako kao da se i oni bore za titulu, ali su u to vreme bili nemoćni pred Mitićem, Tomaševićem i družinom... Zvezda je bila domaćin na stadionu JNA pred 50.000 gledalaca i golovima Tomaševića i Todora Živanovića, bacila je na kolena velikog rivala, u kome su velike zvezde bili Bobek, Čajkovski, Valok... Kada je odlični sudija Vasa Stefanović odsvirao kraj, nastalo je takvo slavlje, kakvo Beograd dotad nije doživeo. Hiljade navijača Zvezde je prvu titulu proslavilo čak i sa upaljenim bakljama od papira. Najbolji strelac prvenstva je bio Kosta Tomašević sa 16 golova.
- Ni sada mi nije jasno... kako smo izdržali - govorio je kapiten Zvezdinog tima Rajko Mitić. - Vreme kao da je stalo. Partizan je postajao sve agresivniji, a mi smo ulagali poslednje atome snage. Na našu sreću izdržali smo do kraja.

## Детаљи меча
| Crvena zvezda                             | 2 : 0 | Partizan |
| ----------------------------------------- | ----- | -------- |
| Kosta Tomašević 42’ Todor Živanović 62’ · |       |          |

| Crvena zvezda | Partizan |

| Crvena zvezda:   |    |                         |
|                  |    |                         |
| GK               | 1  | Srđan Mrkušić           |
| DF               | 2  | Dimitrije Tadić         |
| DF               | 3  | Janko Zvekanović        |
| DF               | 4  | Bela Palfi              |
| DF               | 5  | Milorad Diskić          |
| MF               | 6  | Predrag Đajić           |
| MF               | 7  | Tihomir Ognjanov        |
| MF               | 8  | Rajko Mitić             |
| FW               | 9  | Kosta Tomašević         |
| FW               | 10 | Todor Živanović         |
| FW               | 11 | Branislav Vukosavljević |
| Тренер:          |    |                         |
| Žarko Mihajlović |    |                         |

| Partizan: |    |                        |
|           |    |                        |
| GK        | 1  | Franjo Šoštarić        |
| DF        | 2  | Čedomir Lazarević      |
| DF        | 3  | Ratko Čolić            |
| DF        | 4  | Lajčo Jakovetić        |
| DF        | 5  | Miodrag Jovanović      |
| MF        | 6  | Bruno Belin            |
| MF        | 7  | Marko Valok            |
| MF        | 8  | Zlatko Čajkovski       |
| FW        | 9  | Stjepan Bobek          |
| FW        | 10 | Aleksandar Atanacković |
| FW        | 11 | Antun Herceg           |
| Тренер:   |    |                        |
| Ileš Špic |    |                        |